# Bridlington
Bridlington es una ciudad y una parroquia civil de Yorkshire del Este, Inglaterra. Tiene una población de más de 33.000 habitantes, que aumenta mucho en los meses de verano. La ciudad está hermanada con Millau, en Francia, y con Bad Salzuflen, en Alemania.

## Geografía
Bridlington es un puerto y una estación balnearia en la costa de la Mar del Norte. La ciudad se encuentra justo al sur del promontorio de Flamborough Head. Tiene una estación de tren, que forma parte de la Línea de la costa de Yorkshire, y que discurre entre Kingston upon Hull y Scarborough.
Bridlington se asienta sobre el litoral de Holderness, una zona de la que se dice que tiene los mayores índices de erosión del litoral marítimo en Europa. Hacia el sur la costa se convierte en baja, pero al norte es escarpada y muy fina, donde el gran acicate de proyectos Flamborough Head hacia el este. La primera línea de playa está protegida por un dique y una amplia playa de madera, animado por espigones que atrapan la arena. Las playas forman parte de un gran depósito de arena que se extiende smithic en la bahía en los bancos de arena que son un importante hábitat para muchas especies marinas.
La parroquia civil está formada por la ciudad de Bridlington y los pueblos de Bessingby y Sewerby. Según el censo del Reino Unido de 2011, la parroquia de Bridlington tenía una población de 33 837 habitantes.
La ciudad de Bridlington se divide en dos partes:
- La Ciudad Vieja, la antigua ciudad comercial (antes conocida como Burlington), situada a una milla de la costa. Su centro histórico abarca el conjunto histórico del mercado de la ciudad y El Priorato Iglesia de Santa María, un antiguo convento agustino disuelto por El rey Enrique VIII, cuando el último prior fue ejecutado por haber participado en la Peregrinación de Gracia.[4]
- El Muelle de Bridlington Muelle, en el litoral, donde se encuentra la zona turística y el puerto. Permite darse excelentes baños de mar, cuenta con agradables paseos y bellos jardines ornamentales y allí se organizan desfiles. Bridlington Harbour es una característica clave del muelle, que está delimitada por dos pilares de piedra. Recientemente se han realizado trabajos a lo largo del paseo marítimo y después de alguna lucha con el permiso de planeamiento, se ha levantado una rueda del estilo del Londres Eye.[5]

Una de las estaciones costeras del Reino Unido el clima se encuentra en Bridlington.

### Clima
El clima es templado con veranos cálidos e inviernos fríos y húmedos. Los meses más calurosos del año, y el mejor momento para ir a la playa, son de junio a septiembre, con temperaturas que alcanzan un alto promedio de 19 °C (66 °F) y 11 °C (52 °F) durante la noche. La temperatura media diurna en invierno es de 9 °C (48 °F) y 5 °C (41 °F) durante la noche.

## Historia

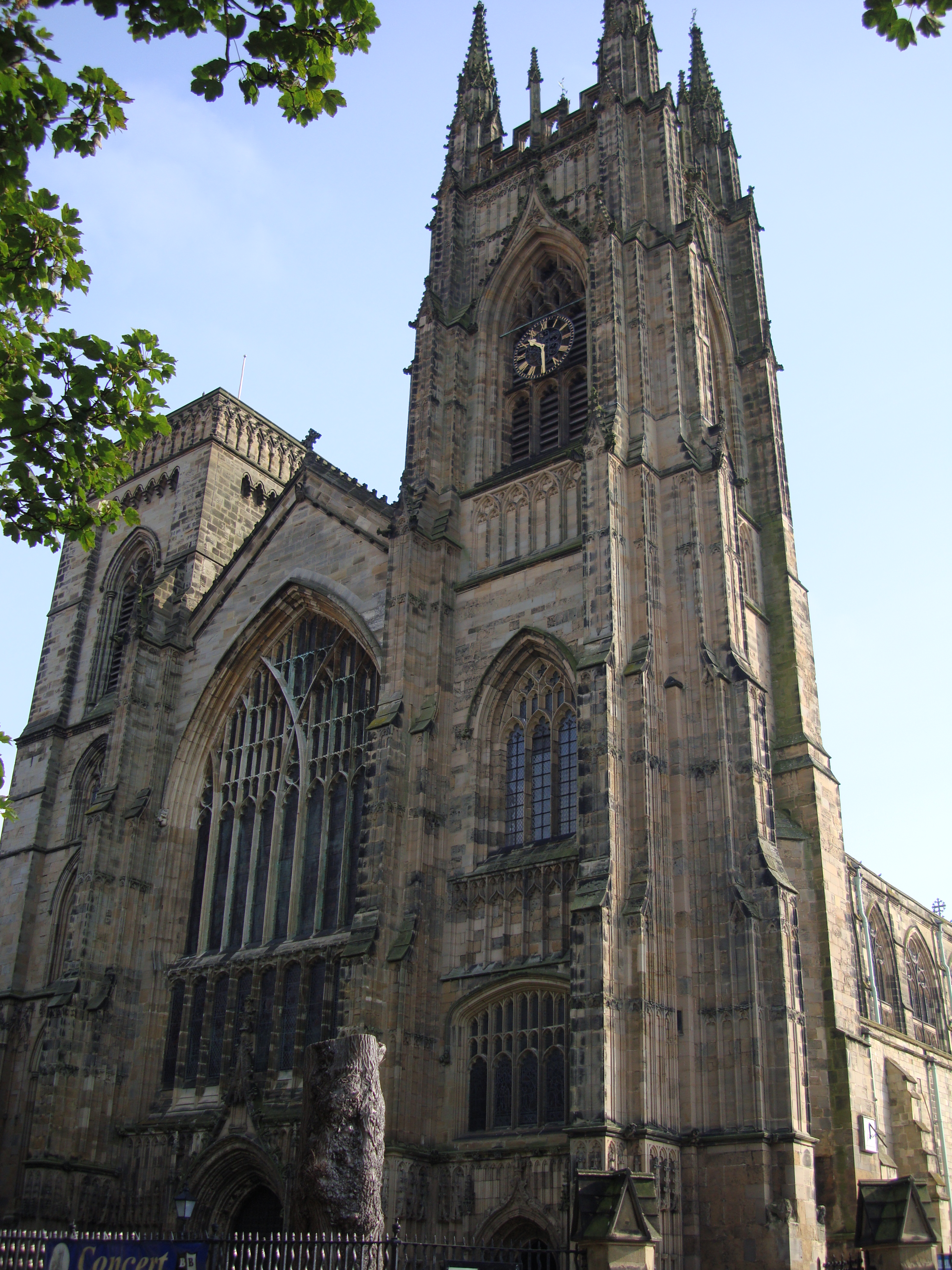
Priorato Bridlington.

Los orígenes del poblamiento de la zona Bridlington se desconocen, pero se remonta a los tiempos antiguos. La Dane's Dyke, unas 2,5 millas (4 km) de largo dique artificial se remonta a la Edad de Bronce Además, algunos autores creen que Bridlington fue el lugar de una  romanos, como una calzada romana se puede remontar a la ciudad y las monedas romanas se han encontrado en la ciudad.

La prueba escrita más antigua de la ciudad se pueden encontrar en el Domesday Book . Se registra que Bretlinton era el jefe de los Cien Huntow Cien y se llevó a cabo por conde Morcar antes de que pasara a manos de Guillermo el Conquistador por la  decomiso. La encuesta también registra el efecto de la Masacre del Norte como el valor anual de la tierra ha disminuido a partir de £ 32 en la época de 8 Eduardo el Confesor a chelines en el momento de la encuesta y compuesto por: 
“dos villanos, y una socman con un carucate y medio. El resto es basura.”
La tierra fue entregada a Gilbert de Gant, sobrino del rey, en 1027. Su hijo mayor, Walter de Gant, más tarde fundó un agustino 1133 , que fue confirmada por El rey Enrique en una Carta. Varios reyes éxito confirmado y ampliado don Walter de Gaunt:  Rey Stephen  concesión, además, el derecho a tener un puerto,  El rey Juan concedió la autorización previa a celebrar un mercado semanal y una feria anual en 1200, y Enrique VI de Inglaterra, el permiso concedido Enrique VI por tres ferias anuales sobre la Natividad de María, y el depósito de la traducción de  St. Juan de Bridlington en 1446. También en 1415,  Enrique V visitó el convento para dar gracias por la victoria en la Batalla de Agincourt La ciudad comenzó a desarrollarse alrededor de la zona del convento, ya que creció en importancia y tamaño.
Después de la disolución de los monasterios, la casa se quedó con la corona hasta 1624, cuando Carlos le concedió a Sir John Ramsey, que había sido creado recientemente el conde de Holderness. En 1633, Sir George Ramsey vendió la casa a 13 habitantes de la ciudad en nombre de todos los inquilinos de la casa. En mayo de 1636, una obra se ha elaborado se faculta a la 13 hombres como señores Feoffees o los titulares de la confianza de la mansión de Bridlington.
En 1643 la Reina Enriqueta María aterrizó en Bridlington con tropas para apoyar la causa realista en el Inglés de la Guerra Civil antes de pasar a York, que se convirtió en su sede.
Desde temprano en la historia de la ciudad, un pequeño puerto pesquero creció cerca de la costa, más tarde conocido como Bridlington Quay. Tras el descubrimiento de un ferruginosas de primavera, el Muelle desarrollado en el siglo XIX hasta convertirse en un balneario. Bridlington primer hotel se inauguró en 1805 y pronto se convirtió en un popular destino vacacional para los trabajadores industriales de la Oeste de Yorkshire. La estación de tren de Bridlington estación de tren se inauguró el 6 de octubre de 1846 entre el muelle y el casco histórico. El área alrededor de la nueva estación se ha desarrollado y las dos zonas del pueblo se reunieron. Bridlington popularidad ha disminuido con el Norte industrial y la popularidad de los baratos vacaciones en el extranjero. En sus buenos tiempos fue un destacado complejo turístico con un lugar de baile a nivel nacional de fama en el Spa, el Spa Bridlington y muchos artistas famosos han aparecido en la ciudad.

## Gobernabilidad

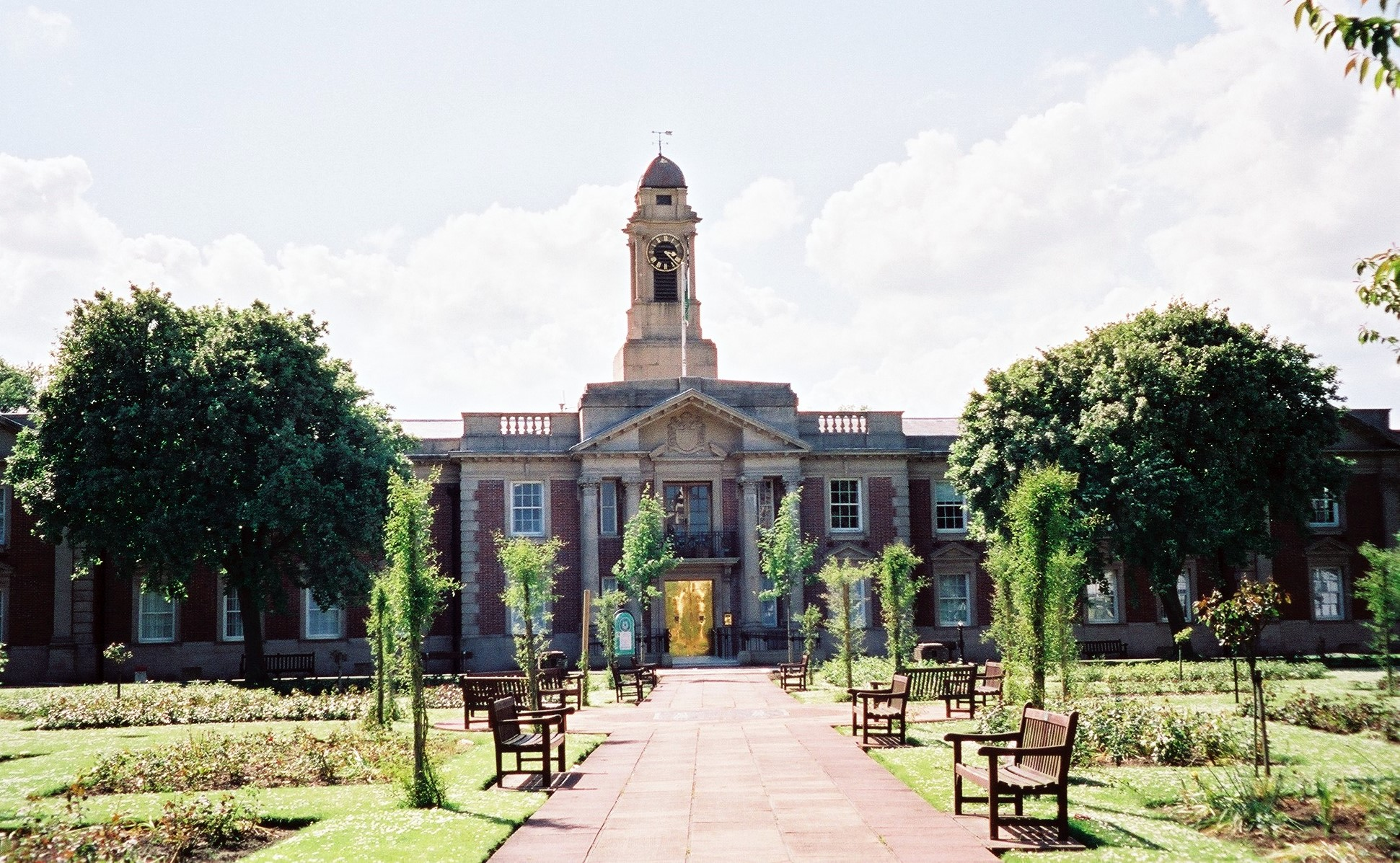
Ayuntamiento Bridlington

El diputado de Bridlington es Greg Knight el conservador ), que representa al East Yorkshire circunscripción , que ha incluido la ciudad desde 1997. Anteriormente (desde 1950) se había producido una circunscripción llamada Bridlington, pero al igual que la circunscripción actual, incluida una parte sustancial del condado, así como la propia ciudad, sus diputados incluidos Richard Wood, el barón Richard Wood, un subsecretario de los gobiernos conservadores de los años 1950 y 1970, que era el hijo del exsecretario de Relaciones Exteriores la EFL Madera, 1 º conde de Halifax. Antes de 1950, Bridlington se incluyó en el Buckrose (Reino Unido del parlamento circunscripción).
Bridlington fue designado un distrito municipal en 1899. Después de la reorganización del gobierno local en 1974 fue incluido en el nuevo condado de Humberside, que causó mucho resentimiento entre los residentes locales que se opuso a la exclusión de Yorkshire. La ciudad se convirtió en el centro administrativo de un distrito de gobierno local, llamado inicialmente el término municipal de Wolds Norte. El distrito desapareció cuando el condado de Humberside fue abolida en la década de 1990, el nuevo Este de Yorkshire autoridad unitaria que absorbe y los distritos vecinos del condado, y Bridlington ya no tiene ningún reconocimiento oficial del gobierno local sobre el nivel administrativo del Ayuntamiento. Por una vez tenía nueve concejales del Trabajo sobre la Autoridad Única de East Riding, el mayor grupo de concejales del Trabajo en la historia del Partido Laborista en Bridlington. Siempre ha habido una fuerte presencia en el consejo de los conservadores, mientras que el número de demócratas liberales ha disminuido recientemente.

## Educación

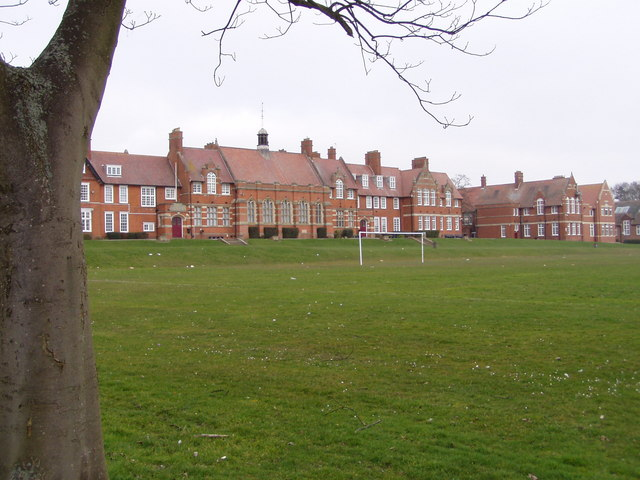
Escuela Bridlington

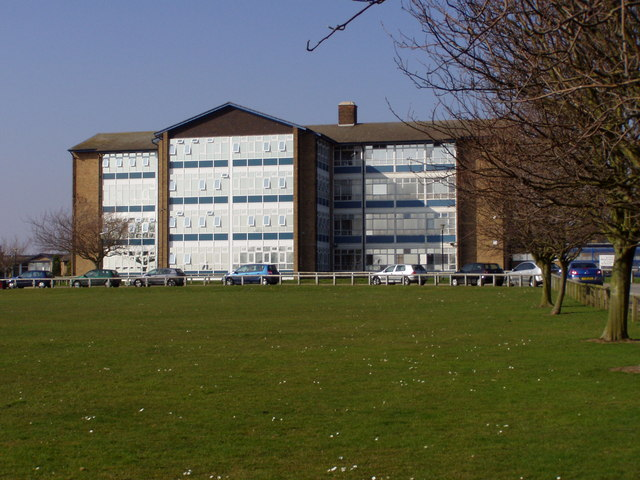
Escuela Cabos

### Primaria
- Bahía de la Escuela Primaria[11]
- Escuela Infantil Burlington
- Escuela Burlington Junior[12]
- Escuela de Infantes Hilderthorpe[13]
- Escuela Hilderthorpe Junior
- Escuela Primaria Martongate[14]
- Escuela primaria del muelle
- Escuela primaria de RC de la Sta Mary de RC[15]
- Escuela Primaria Nueva carril de pastol[16]

### Secundaria
- Escuela Bridlington
- Promontorio de Escuela y Facultad de Ciencias de la Comunidad

### Educación superior
- Colegio del este[17]

## Media
Bridlington es servida por periódico Prensa Libre Bridlington. Utilizados para difundir de la ciudad como la costa de Yorkshire Radio de Bridlington es una licencia específica de radio comercial. Sin embargo, toda la programación viene de Scarborough.

## Monumentos

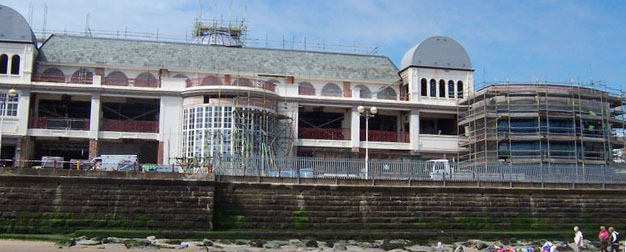
El Pabellón de Spa

Uno de los distritos de Bridlington, Flamborough, es famoso por sus siete millas de largo promontorio, Flamborough Head, y su punto de vista dramático. Cuenta con excelentes senderos para las dos motos y el público. Entre Bridlington y Flamborough es el pueblo de Sewerby, donde los jardines y el museo en Sewerby Hall también atraen a los turistas.
Otro de los atractivos para los visitantes a la zona de los acantilados es Bempton. Acantilados Bempton es una reserva RSPB naturaleza frecuentados por los observadores de aves ávido y es un caldo de cultivo para el popular Norte alcatraz y Atlántico Puffin de los que hay miles a lo largo de los acantilados.
Notable es el Iglesia Priorato en el casco antiguo, con un anillo de buen sonido, de 8 de campanas (aproximadamente 24 quintales tenor), pero con un proyecto de largo y un grande de 4 de órganos manual con la más amplia escala caña 32 pies (Contra Tuba) en el Reino Unido.